# تماهق
تَمَاهَق تعرف باللهجة الطارقية الشمالية، يتحدث بها الطوارق في الجزائر، وغرب ليبيا، وشمال النيجر، وتختلف قليلا عن اللهجات الجنوبية في آير، وأزواغ، وآضاغ. الاختلافات غالبا تكون في استبدال الأصوات، مثل، تماهق بدلا من تماشق أو تماجق.

## تنوعات
هناك ثلاثة تنوعات رئيسة لتماهق:
- تاهقارت: يتحث بها كل آهقار، جنوب الجزائر في منطقة جبال آهقار.
- آجر: يتحدث بها كل آجر.
- غات: يتحدث بها الطوارق حول جانت في جنوب شرق الجزائر، وغات في ليبيا.